# Riaza (Gerichtsbezirk)
Der Gerichtsbezirk Riaza ist einer der fünf Gerichtsbezirke in der Provinz Segovia.
Der Bezirk umfasst 23 Gemeinden auf einer Fläche von 910,11 km² mit dem Hauptquartier in Riaza.

## Gemeinden
| Gemeinde                            | Einwohner (2024) | Fläche km² | Dichte Einw./km² | Cod INE | Postleitzahl |
| ----------------------------------- | ---------------- | ---------- | ---------------- | ------- | ------------ |
| Alconada de Maderuelo               | 26               | 12,07      | 2                | 40005   | 40529        |
| Aldealengua de Santa María          | 59               | 19,73      | 3                | 40008   | 40555        |
| Aldeanueva de la Serrezuela         | 42               | 20,39      | 2                | 40009   | 40532        |
| Aldehorno                           | 59               | 11,92      | 5                | 40014   | 40533        |
| Ayllón                              | 1.105            | 128,95     | 9                | 40024   | 40520        |
| Campo de San Pedro                  | 259              | 37,57      | 7                | 40039   | 40551        |
| Carabias                            | 54               | 25,86      | 2                | 40161   | 40540        |
| Cedillo de la Torre                 | 81               | 23,74      | 3                | 40052   | 40550        |
| Cilleruelo de San Mamés             | 35               | 9,73       | 4                | 40055   | 40551        |
| Corral de Ayllón                    | 77               | 18,06      | 4                | 40061   | 40529        |
| Fresno de Cantespino                | 288              | 63,33      | 5                | 40079   | 40516        |
| Honrubia de la Cuesta               | 49               | 20,81      | 2                | 40099   | 40541        |
| Languilla                           | 84               | 26,66      | 3                | 40109   | 40556        |
| Maderuelo                           | 101              | 94,19      | 1                | 40115   | 40554        |
| Montejo de la Vega de la Serrezuela | 124              | 27,85      | 4                | 40130   | 40542        |
| Moral de Hornuez                    | 40               | 32,50      | 1                | 40132   | 40542        |
| Riaguas de San Bartolomé            | 27               | 11,65      | 2                | 40168   | 40529        |
| Riaza                               | 2.144            | 149,49     | 14               | 40170   | 40500        |
| Ribota                              | 43               | 21,63      | 2                | 40171   | 40513        |
| Riofrío de Riaza                    | 27               | 27,04      | 1                | 40172   | 40515        |
| Sequera de Fresno                   | 47               | 13,31      | 4                | 40196   | 40517        |
| Valdevacas de Montejo               | 29               | 17,53      | 2                | 40212   | 40542        |
| Villaverde de Montejo               | 21               | 24,80      | 1                | 40229   | 40542        |
| Gerichtsbezirk Riaza                | 4.821            | 910,11     | 5                | –       | –            |

Auf dem Gebiet des Gerichtsbezirk befinden sich noch das gemeindefreie Gebiete Común de Sepúlveda y Riaza auf einer Gesamtfläche von 71,30 km².